# Vicki Michelle
Vicki Michelle, född 14 december 1950 i Chigwell, Essex, är en brittisk skådespelerska. Hon har bland annat gjort rollen som Yvette Carte-Blanche i komediserien 'Allå, 'allå, 'emliga armén.